# Bellavista (district van Callao)
Bellavista is een district van de provincie Callao in de gelijknamige regio van Peru. De regio Callao maakt integraal deel uit van de metropool Lima Metropolitana. Het district Bellavista heeft een oppervlakte van 4,56 km² en heeft 72.000 inwoners (2017). Het grenst in het noorden en het westen aan het district Callao, in het oosten aan de provincie Lima en in het zuiden aan het district La Perla.
Bellavista · Callao · Carmen de la Legua Reynoso · La Perla · La Punta · Ventanilla